# النخيفة (يريم)

تعديل مصدري - تعديل

النخيفة محلة تابعة لقرية رباط الشعري، التابعة لعزلة بني منبة بمديرية يريم إحدى مديريات محافظة إب في الجمهورية اليمنية.، بلغ تعداد سكانها 104 حسب تعداد اليمن لعام 2004.